# Aora adpressa
Aora adpressa is een vlokreeftensoort uit de familie van de Aoridae. De wetenschappelijke naam van de soort is voor het eerst geldig gepubliceerd in 1983 door Myers & Moore.